# Męczennicy z Tajlandii
Męczennicy z Tajlandii – grupa siedmiu tajskich męczenników, błogosławionych Kościoła katolickiego, którzy odmówili wyrzeczenia się wiary. Śmierć męczeńską ponieśli w okresie od 16 do 26 grudnia 1940 roku.

## Męczennicy
- Agnieszka Phila (31 l.) – zakonnica ze Zgromadzenia Sióstr Miłośniczek Krzyża
- Łucja Khambang (23 l.) – zakonnica ze Zgromadzenia Sióstr Miłośniczek Krzyża
- Agata Phutta (59 l.)
- Cecylia Butsi (16 l.)
- Bibiana Khampai (15 l.)
- Maria Phon (14 l.)
- Filip Siphong Onphitak (33 l.) – katecheta

## Beatyfikacja
Beatyfikacji męczenników dokonał papież Jan Paweł II 22 października 1989 roku.